# Piłka nożna na Węgrzech
Piłka nożna (węg. Labdarúgás ˈlɒbdɒruːɡaːʃ) jest najpopularniejszym sportem na Węgrzech. Jej głównym organizatorem na terenie Węgier pozostaje Magyar Labdarúgó Szövetség (MLSZ).
Piłkarska reprezentacja Węgier zdobyła trzy złote medale olimpijskie (1952, 1964, 1968). Węgierski klub zdobył jeden raz Puchar Miast Targowych.
W Nemzeti Bajnokság I grają najbardziej znane kluby świata, takie jak Ferencvárosi, MTK, Újpest, Honvéd i Debreceni.

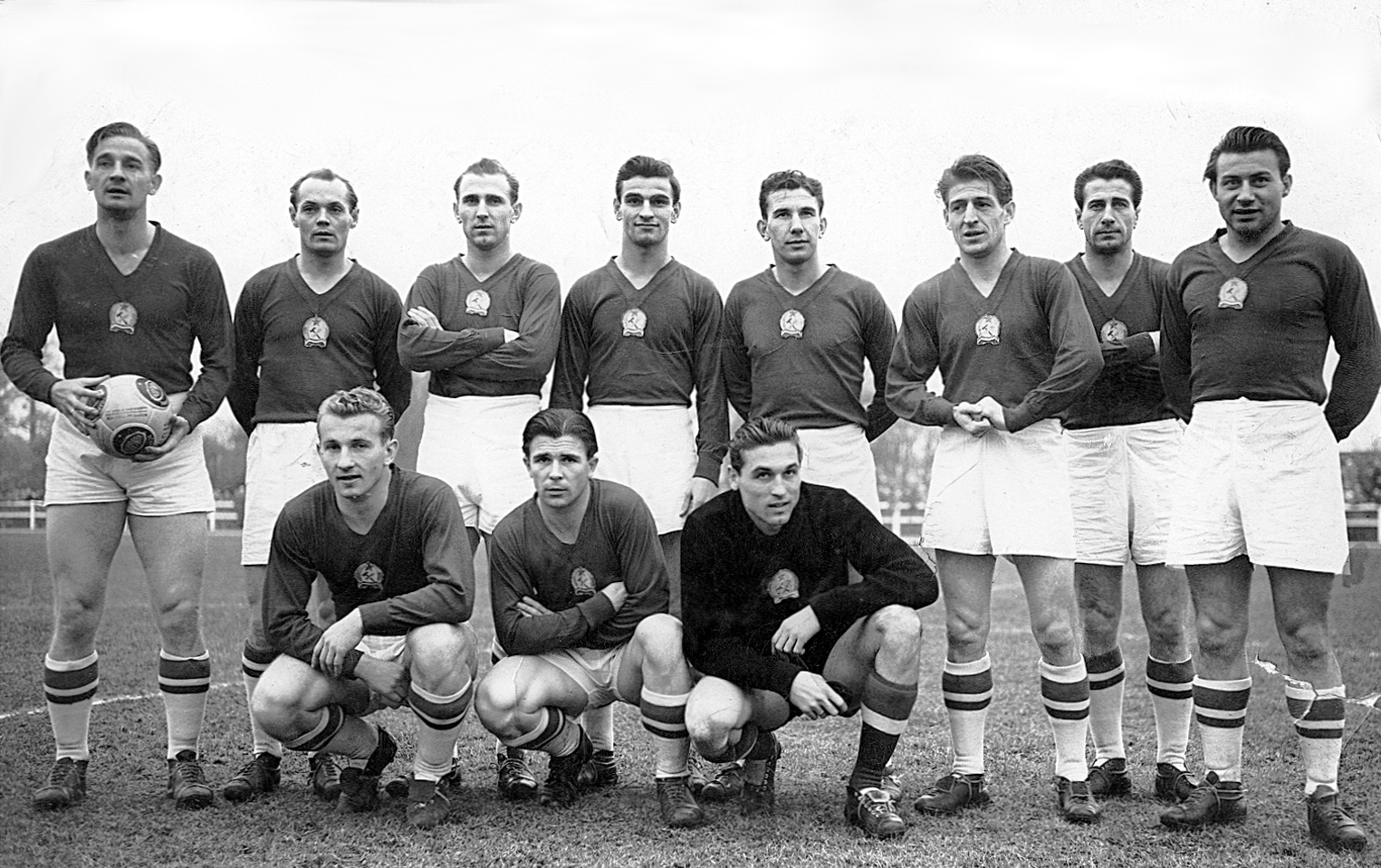
Reprezentacja Węgier w 1953 roku.

Béla Guttmann jako jedyny węgierski menedżer, który wygrał rozgrywki Ligi Mistrzów (dawniej Pucharu Europy - 2 tytuły).

## Historia

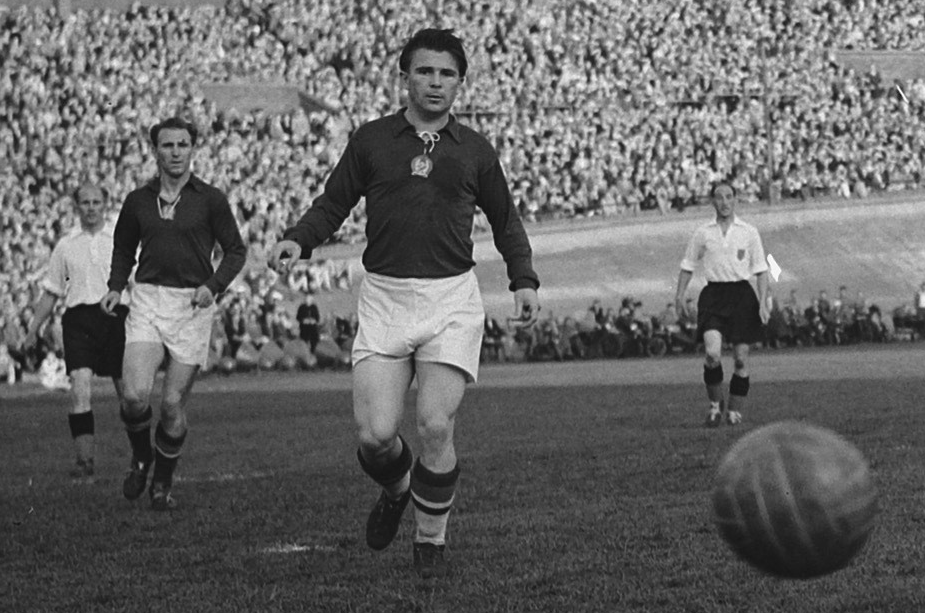
Ferenc Puskás, główna postać „złotej drużyny”, podczas Mistrzostw Świata w 1954 roku.

Piłka nożna zaczęła zyskiwać popularność na Węgrzech w drugiej połowie XIX wieku. Początki rozwoju węgierskiej piłki ściśle są związane z położeniem politycznym ówczesnego Królestwa Węgier. Jako równoważna z Austrią część Austro-Węgier, Węgry były silnie związane z Niemcami. W Budapeszcie mieszkała duża ich liczba. W 1840 roku Ignatz Clair założył Nemzeti Torna Egylet (NTE) – Węgierski Towarzystwo Gimnastyczne, który był klubem przede wszystkim asymilującej się niemieckiej klasy średniej. Powstanie tego klubu było kolejnym krokiem w jej kierunku. Wkrótce zaznaczyły się dwa kierunki rozwoju sportu.
Gentlemani i arystokracja uprawiały ustalone rodzaje sportów, niechętnie przyjmując nowinki. W 1875 roku utworzyli oni swój klub o nazwie Magyar AC z hrabią Miksą Esterhazym na czele. Wkrótce niższe warstwy zaczęły tworzyć własne kluby sportowe, przede wszystkim o lokalnym, dzielnicowym zasięgu. W 1885 roku powstało Újpesti Torna Egylet (Nowopeszteńskie Towarzystwo Gimnastyczne), Budapesti Torna Club (Budapeszteński Klub Gimnastyczny). BTC miało pierwszą sekcję piłkarską na Węgrzech, powstałą w 1895 roku, a jego mecz z wiedeńską First Vienna FC 1894 rozegrany 31 października 1897 roku uznano na Węgrzech za datę powstania w tym kraju zorganizowanego piłkarstwa. Widać było coraz wyraźniej, że oprócz gimnastyki zaczyna się uprawiać także inne sporty, w tym te z użyciem piłki. Ogromny wkład w rozwój futbolu w Budapeszcie mają K. Loweurosen i Fr. Ray.
Odłączając się od NTE, zwiększająca się grupa żydowska uznająca samą gimnastykę za zbyt nudną założyła w 1888 roku Magyar Testgyakorlók Köre (MTK) (w wolnym tłumaczeniu Krąg Węgrów Ćwiczących Swe Ciała). Swą nazwą członkowie klubu chcieli zasugerować, że nie ograniczają się tylko do społeczności lokalnej, lecz są klubem wszystkich Węgrów. Był to jeden z elementów jakimi Żydzi chcieli się zasymilować. Założone i finansowane przez liberalnych żydów z centrum Budapesztu (biznesmenów, fachowców) MTK, miało być klubem otwartym dla każdego, kto chciał uprawiać "nowe" sporty.
W latach 90. Budapeszt ogarnęło futbolowe szaleństwo. Wszystkie kluby gimnastyczne zakładały sekcje piłki nożnej. W 1899 roku w dzielnicy znajdującej się wówczas na obrzeżach miasta, w Ferencvárosie, powstał Ferencvárosi Torna Club. Dzielnicę tę zamieszkiwali głównie robotnicy z niższej klasy średniej i mniejszość niemiecka. Właśnie ona miała duży udział w powstaniu klubu. Sekcja piłkarska powstała tam w 1900 roku.
Po założeniu węgierskiej federacji piłkarskiej – MLSZ w styczniu 1901 roku, rozpoczął się proces zorganizowania pierwszych ligowych Mistrzostw Węgier w sezonie 1901. Wtedy organizowane ligowe rozgrywki o nazwie Nemzeti Bajnokság I co tłumaczy się jako Narodowe Mistrzostwo.
W 1926 roku liga staje się zawodowa i przyjęła nazwę Professzionális Labdarúgó-alszövetség.
Od sezonu 1935/36 liga ponownie nazywa się Nemzeti Bajnokság I.

## Format rozgrywek ligowych
W obowiązującym systemie ligowym trzy najwyższe klasy rozgrywkowe są ogólnokrajowe (Nemzeti Bajnokság I, Nemzeti Bajnokság II, Nemzeti Bajnokság III). Dopiero na czwartym poziomie pojawiają się grupy regionalne.

## Puchary
Rozgrywki pucharowe rozgrywane na Węgrzech to:
- Puchar Węgier (Magyar Kupa),
- Superpuchar Węgier (Szuperkupa) - mecz między mistrzem kraju i zdobywcą Pucharu